# Војислав Јанковић
Војислав Јанковић (1877−1912) био је каменорезац из села Љутице (Општина Пожега), најстарији син родоначелника народног каменореза на простору јужне подгорине Маљена, Вељка Јанковића.

## Живот
Војислав Јанковић био је најстарији син Вељка и Јерине. Имао је четворицу браће – Павла (који се такође бавио каменорезом), Момчила, Стојана и Радосава. Сви су страдали у Балканским и Првом светском рату. Почетком 1915. године, преминуо је и отац Вељко.
Војислав је био ожењен и имао два сина. Као војник 4. чете 2. батаљона Х пука учествовао је у Балканском рату. Према епитафу на мермерном обелиску на Јанковића гробљу у Љутицама,  умро је војној болници код Љум Куле у Албанији 15. новембра  1912. године.
Споменик Вељку Јанковићу (†1915) и синовима Војиславу (†1912), Павлу (†1915), Момчилу (†1913) и Стојану (†1915) (Љутице, Јанковића гробље)
Овде почива тело
ВЕЉКА ЈАНКОВИЋА
бившег каменоресца из Љутица
(...)
и сина му
ВОЈИСЛАВА ЈАНКОВИЋА
[борца] 4 чете 2 баталиона Х пука.
Живијо 35 год.
а умро код Љум Куле
у болници 15. новембра 1912.
Спомен подигоше жена Станимирка
и синови Живота и Љубиша:

## Дело
Војислав Јанковић клесарио је заједно са оцем. Када је стасао за рад, придружио им се млађи брат Павле. Војислав је страдао 1912. године. До краја 1915. нико од пунолетних мушких глава у домаћинству Јанковића више није био жив.
Ипак, каменорезачка „врежа” Јанковића није се прекинула. Споменике је наставио да израђује Војислављев најстарији син Љубиша, а након њега и унук Веселин.